# Bland (Missouri)
Bland é uma cidade localizada no Estado americano de Missouri, no Condado de Gasconade e Condado de Osage.

## Demografia
Segundo o censo americano de 2000, a sua população era de 565 habitantes. 
Em 2006, foi estimada uma população de 565, um aumento de 0 (0.0%).

## Geografia
De acordo com o United States Census Bureau tem uma área de 
1,7 km², dos quais 1,7 km² cobertos por terra e 0,0 km² cobertos por água.

## Localidades na vizinhança
O diagrama seguinte representa as localidades num raio de 28 km ao redor de Bland. 